# Blåpannad fikonpapegoja
Blåpannad fikonpapegoja (Nannopsittacus gulielmitertii) är en fågel i familjen östpapegojor inom ordningen papegojfåglar.

## Utbredning och systematik
Blåpannad fikonpapegoja förekommer på Fågelhuvudhalvön på västra Nya Guinea och på Salawati. Artgränserna mellan den och närbesläktade arter är omdiskuterade. Tidigare behandlades den som en del av ett artkomplex, på svenska kallad orangebröstad fikonpapegoja (N. gulielmitertii). Sedermera urskildes svartkindad fikonpapegoja (N. melanogenys) och svartpannad fikonpapegoja (N. nigrifrons) som egna arter, varvid gulielmitertii i begränsad mening döptes om till dess nuvarande namn. Denna linje följs här. BirdLife International går steget längre än IOC och urskiljer även "gräddbröstad fikonpapegoja" (N. amabilis) ur nigrifrons, av dem dock placerad i släktet Cyclopsitta.

## Status och hot
Arten har ett stort utbredningsområde, men tros minska i antal, dock inte tillräckligt kraftigt för att den ska betraktas som hotad. Internationella naturvårdsunionen IUCN listar arten som livskraftig (LC).

## Namn
Fågelns vetenskapliga artnamn är en latiniserad hyllning till Vilhelm III av Nederländerna (1817-1890, kung 1849-1890).